# 木本曼陀罗
木本曼陀羅（學名：Brugmansia arborea (L.）為植物界茄科木曼陀羅屬下的一種。常綠灌木，原產於安第斯山脈，但被視為已於野外滅絕，卻於新喀里多尼亞成為入侵種。靠蛾授粉。

## 扩展阅读
- 維基物種上的相關：木本曼陀罗